# 16002 Бертін
16002 Бертін (16002 Bertin) — астероїд головного поясу, відкритий 15 січня 1999 року.
Тіссеранів параметр щодо Юпітера — 3,436.